# Filière wallonne de la pomme de terre
La Filière wallonne de la pomme de terre (Fiwap) est une association  professionnelle fondée en 1993 qui regroupe tous les acteurs du secteur de la pomme de terre en Wallonie. Sa mission est d'assurer la promotion et la valorisation du plant de pomme de terre et de la pomme de terre de consommation.
Les membres de la Fiwap, qui étaient au nombre de 320 en 2008, sont des institutions de recherche et développement, des producteurs de pommes de terre de consommation ou de semences (plants), des négociants en pommes de terre, des industriels transformateurs de la pomme de terre, ainsi que des fournisseurs d'intrants (engrais, produits phytosanitaires, machinisme, etc.). La Fédération wallonne de l'agriculture est également représentée au conseil d'administration de la Fiwap.
Son financement est assuré à 80 % par des subventions de la Région wallonne (DGARNE - direction générale de l'agriculture, des ressources naturelles et de l'environnement).
La Fiwap est représentée depuis 2001 au sein de la section « pommes de terre de consommation » du Groupe des producteurs de pomme de terre du nord-ouest européen, qui regroupe les producteurs de cinq pays européens (Allemagne, Belgique, France, Pays-bas et Royaume-Uni). En Wallonie, elle est le coordinateur agréé par la DARNE du centre pilote pomme de terre (CPP) créé en 2003.